# Болдачёв, Александр Александрович
Александр Александрович Болдачёв  (Sasha Boldachev) (род. 21 января 1990 года) — российский арфист, композитор и педагог.

## Биография
Родился в 1990 году в Санкт-Петербурге, в семье профессора Санкт-Петербургской консерватории имени Н.А. Римского-Корсакова Ирины Шараповой и философа, футуролога Александра Болдачёва.
Начальное музыкальное образование получил в Санкт-Петербургском музыкальном лицее при Санкт-Петербургской Консерватории по классу арфы (Карина Малеева) и композиции (Светлана Лаврова).
Выпускник Цюрихской высшей школы музыки, класс арфы профессора Катрин Мишель, и профессора Сары О'Брайен.

## Карьера
Концертную деятельность начал в 5 лет, тогда же сочинил свои первые композиторские опусы. Для 6-летнего арфиста композитор Сергей Слонимский написал «Рождественские звоны», которые юный музыкант исполнил на рождественском фестивале в Санкт-Петербурге. В восемь лет концертом с государственным оркестром Литвы начинается его международная карьера.
Солист группы швейцарско-российской группы «Game of Tones» в октябре 2015 года презентовавший свой первый видеоклип к фильму «Звёздные войны» , одновременно в Концертном зале Хабаровской краевой филармонии во время антракта заключительного концерта 18 фестиваля Дни российско-немецкой культуры и в Концертном зале Райнера Третьего в Монте-Карло. Артист арфового дома Salvi.
В 2016 году в составе Game of Tones впервые принял участие в гастролях по России.
В сентябре 2016 года В музее им. М. И. Глинки в Москве Впервые музыка Стравинского к балету «Петрушка» прозвучала  в переложении и исполнении Александра Болдачёва для арфы, где также были представлены адаптации и аранжировки других произведений для арфы, авторские произведения и импровизации.

## Премии
Лауреат международных конкурсов, обладатель наград в области культуры.
- «Британские блестящие дарования»;
- ProEuropa (Австрия) за выдающийся художественный талант и вклад в развитие европейского искусства;
- Премия международного конкурса UFAM (Франция), первая премия и специальный приз жюри;
- Международный конкурс арфистов Мартин Жилье (Франция), первая премия и приз за лучшее исполнения французской музыки.

В России принял участие в проектах «Дома Музыки», стал лауреатом на фестивалях «Музыкальный Олимп», «Новые Имена», «Фестиваль Моцарта», а также в конкурсах «Молодые исполнители России», «Поколение Next», «Река Талантов».
Основная композиторская деятельность Александра сконцентрирована на расширении арфового репертуара путём переложений, некоторые из которых (фантазия «Шехеразада» на симфоническую сюиту Римского-Корсакова, переложение «Первой Сюиты» Рахманинова для арфы и рояля) являются одними из самых виртуозных произведений для арфы.
В 2014-2015 годах Александр записывает две пластинки «Арфа как Оркестр» (раскрывающий технические и тембровые особенности инструмента, исполнив оркестровые мелодии великих композиторов) и «Из России с Арфой» (произведения 15 русских композиторов от Алябьева до Слонимского, переложенных  им для арфы и собранных в тематические группы «Птицы», «Цветы», «Балеты», «Картины» и «Вальсы»).
Принимал участие в программах «Кто там», «Энигма» на телеканале «Культура» и «Доброе утро» на «Первом» канале